# Lý, Ngawa
Lý huyện (tiếng Tạng: bkra-shis gling, tiếng Khương: pauɕuq, chữ Hán giản thể:理县, âm Hán Việt: Lý huyện) là một huyện thuộc châu tự trị A Bá, tỉnh Tứ Xuyên, Cộng hòa Nhân dân Trung Hoa. Huyện này có diện tích 4318 km2, dân số năm 2002 là 40.000 người. Huyện Vấn Xuyên được chia thành 4 trấn và 9 hương.
- Trấn: Tạp Cốc Não, Mễ Á La, Tiết Thành, Cổ Nhĩ.
- Hương: Phác, Đầu, Hiệp Bích, Bồ Khê, Thượng Mạnh, Hạ Mạnh, Thông Hóa, Mộc Khải, Đào Bình.